# Euphyia strenuaria
Euphyia strenuaria là một loài bướm đêm trong họ Geometridae.